# Державний лад Сан-Марино

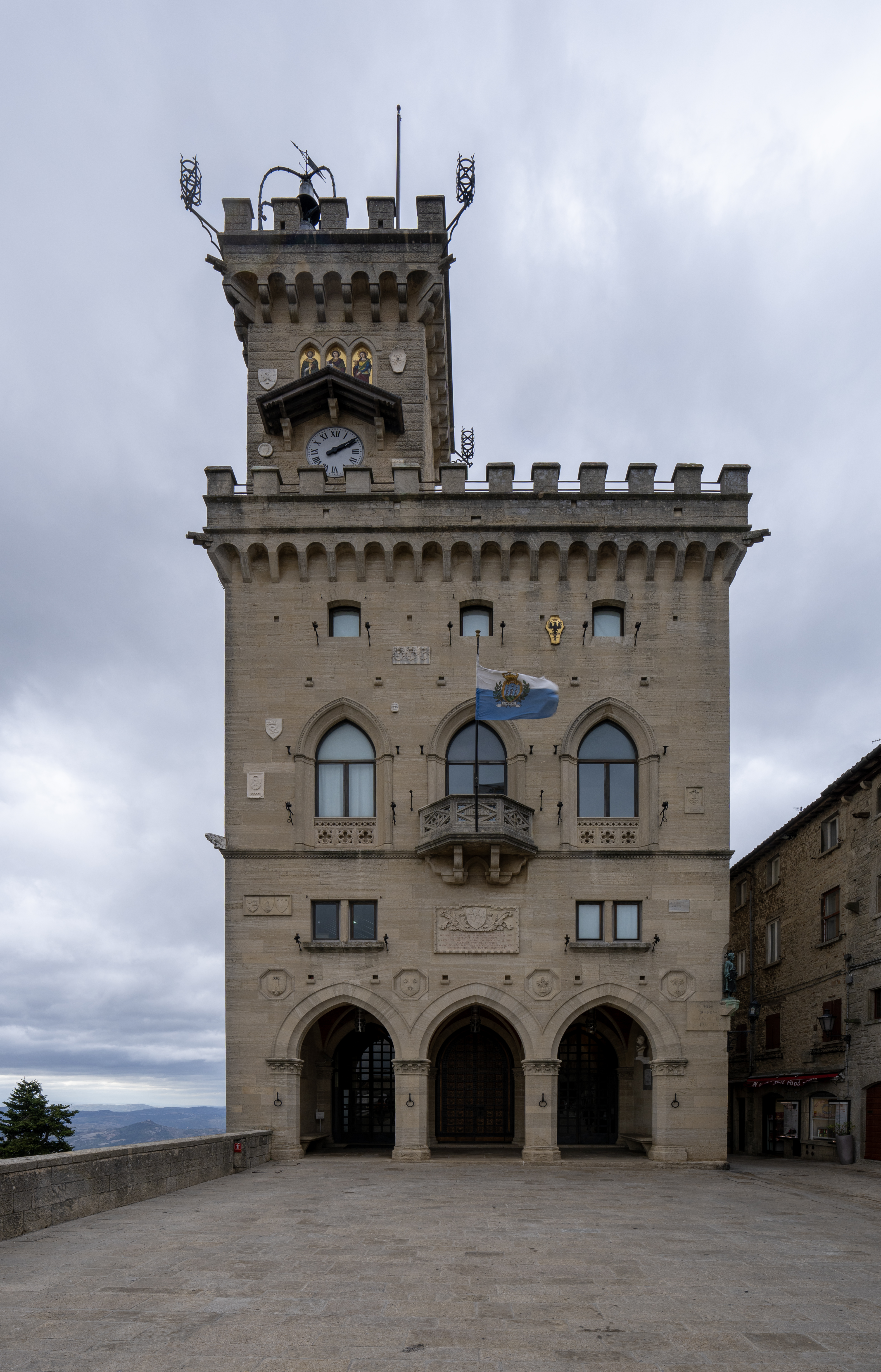
Палаццо публіко — резиденція Генеральної ради

Сан-Марино — демократична республіка з парламентською формою правління. Головами держави є капітани-регенти. У країні діють політичні партії. Виконавча влада здійснюється урядом. Законодавчу владу здійснюють як уряд, так і Генеральна рада. Судова влада незалежна від законодавчої і виконавчої влади.
З заснування до 1243 року Сан-Марино керувла асамблея, складена з глав так званих Великих Сімей. У Сан-Марино не було формального голови держави, і асамблея часто втрачала дієздатність через чвари між його членами. В 1243 році Генеральний рада вперше призначила двох капітанів-регентів. Ця державна система діє донині.

## Законодавча влада
Законодавчим органом Сан-Марино є Генеральна рада (італ. Consiglio grande e generale). Це однопалатний парламент, 60 членів якого обираються на п'ять років за пропорційною системою та методом д'Ондта у всіх дев'яти адміністративних областях, які відповідають старим церковним парафіям. Голосують громадяни республіки у віці 18 років і старше. Крім законодавчих питань, Генеральна рада затверджує державний бюджет і вибирає капітанів-регентів, Державний конгрес, Раду дванадцятьох, дорадчі комісії та Урядові Союзи. Рада також ратифікує зовнішньополітичні договори.

## Виконавча влада

### Капітани-регенти
Кожні шість місяців Генеральна рада обирає двох капітанів-регентів, які є головами держави. Регенти обираються з протилежних політичних партій для збереження балансу влади. Термін їх повноважень починається 1 квітня і 1 жовтня кожного року і триває шість місяців. Протягом трьох днів після закінчення строку капітанів-регентів громадяни республіки можуть послати скарги на їх діяльність. При необхідності може бути ініційоване судове переслідування капітанів-регентів.
Практика частого обрання капітанів-регентів і факт співіснування двох глав держави історично походить від інституту римських консулів. Державна рада є аналогом Римського Сенату.

### Державний конгрес
Державний конгрес, що складається з 10 секретарів, здійснює виконавчу владу. До його складу входять:
- Державний секретар закордонних справ і політики;
- Державний секретар внутрішніх справ і захисту населення;
- Державний секретар фінансів, бюджету та планування, інформації та відносин з Державним філателістичним і нумізматичним агентством;
- Державний секретар освіти, культури, університету та правосуддя;
- Державний секретар території, охорони навколишнього середовища та сільського господарства;
- Державний секретар охорони здоров'я та соціального захисту;
- Державний секретар торгівлі та відносин з Міською радою;
- Державний секретар зв'язку, транспорту та відносин з Державним агентством послуг, туризму і спорту;
- Державний секретар промисловості та ремесел;
- Державний секретар праці та кооперації.

Державний секретар закордонних справ і політики (з 5 грудня 2012 Паскуале Валентіні) фактично виконує функції голови уряду.

## Політичні партії і вибори
Сан-Марино — багатопартійна демократична республіка. Дві основні політичні партії — Християнсько-демократична партія Сан-Марино (ХДПСМ) та Партія соціалістів і демократів (ПКД). Остання була утворена в результаті злиття Соціалістичної партії Сан-Марино з Партією демократів. Крім них, діють кілька малих партій. Зазвичай жодної з партій не вдається одержати абсолютну більшість, і партії змушені формувати коаліційний уряд.

## Судова влада
Рада Дванадцятьох (італ. Consiglio dei XII) є верховним судом республіки. Генеральна рада обирає Раду Дванадцятьох, і члени останнього залишаються на своєму посту до наступних загальних виборів. Рада Дванадцятьох служить апеляційною інстанцією третього рівня. Два урядових інспектора представляють Раду у фінансових і сімейних питаннях.
Остання страта (через повішення) була проведена в Сан-Марино в 1468 році. Таким чином, серед європейських країн смертна кара не застосовується в Сан-Марино довше за всіх. Формально інститут смертної кари був скасований 12 березня 1848.